# Campeonato Mundial de Triatlón de Larga Distancia
El Campeonato Mundial de Triatlón de Larga Distancia es la máxima competición internacional de triatlón de larga distancia. Es organizado desde 1994 por la Unión Internacional de Triatlón.

## Ediciones
| N.º    | Año  | Sede          | País           |
| ------ | ---- | ------------- | -------------- |
| I      | 1994 | Niza          | Francia        |
| II     | 1995 | Niza          | Francia        |
| III    | 1996 | Muncie        | Estados Unidos |
| IV     | 1997 | Niza          | Francia        |
| V      | 1998 | Isla Sado     | Japón          |
| VI     | 1999 | Säter         | Suecia         |
| VII    | 2000 | Niza          | Francia        |
| VIII   | 2001 | Fredericia    | Dinamarca      |
| IX     | 2002 | Niza          | Francia        |
| X      | 2003 | Ibiza         | España         |
| XI     | 2004 | Säter         | Suecia         |
| XII    | 2005 | Fredericia    | Dinamarca      |
| XIII   | 2006 | Canberra      | Australia      |
| XIV    | 2007 | Lorient       | Francia        |
| XV     | 2008 | Almere        | Países Bajos   |
| XVI    | 2009 | Perth         | Australia      |
| XVII   | 2010 | Immenstadt    | Alemania       |
| XVIII  | 2011 | Henderson     | Estados Unidos |
| XIX    | 2012 | Vitoria       | España         |
| XX     | 2013 | Belfort       | Francia        |
| XXI    | 2014 | Weihai        | China          |
| XXII   | 2015 | Motala        | Suecia         |
| XXIII  | 2016 | Oklahoma City | Estados Unidos |
| XXIV   | 2017 | Penticton     | Canadá         |
| XXV    | 2018 | Fionia        | Dinamarca      |
| XXVI   | 2019 | Pontevedra    | España         |
| XXVII  | 2021 | Almere        | Países Bajos   |
| XXVIII | 2022 | Šamorín       | Eslovaquia     |
| XXIX   | 2023 | Ibiza         | España         |
| XXX    | 2024 | Townsville    | Australia      |
| XXXI   | 2025 | Pontevedra    | España         |

## Palmarés

### Masculino
| N.º    | Año  | Sede                            | Oro                              | Plata                            | Bronce                            |
| ------ | ---- | ------------------------------- | -------------------------------- | -------------------------------- | --------------------------------- |
| I      | 1994 | Niza ( Francia)                 | Robert Barel · Países Bajos      | Lothar Leder · Alemania          | Yves Cordier Francia              |
| II     | 1995 | Niza ( Francia)                 | Simon Lessing Reino Unido        | Luc Van Lierde · Bélgica         | Peter Reid · Canadá               |
| III    | 1996 | Muncie ( Estados Unidos)        | Greg Welch Australia             | Luc Van Lierde · Bélgica         | Spencer Smith Reino Unido         |
| IV     | 1997 | Niza ( Francia)                 | Luc Van Lierde · Bélgica         | Robert Barel · Países Bajos      | Jean-Christophe Guinchard · Suiza |
| V      | 1998 | Isla Sado ( Japón)              | Luc Van Lierde · Bélgica         | Robert Barel · Países Bajos      | Peter Sandvang Dinamarca          |
| VI     | 1999 | Säter · ( Suecia)               | Peter Sandvang Dinamarca         | Torbjørn Sindballe Dinamarca     | Massimo Guadagni · Italia         |
| VII    | 2000 | Niza ( Francia)                 | Peter Sandvang Dinamarca         | Cyrille Neveu Francia            | François Chabaud Francia          |
| VIII   | 2001 | Fredericia ( Dinamarca)         | Peter Sandvang Dinamarca         | Rasmus Henning Dinamarca         | Jonas Colting · Suecia            |
| IX     | 2002 | Niza ( Francia)                 | Cyrille Neveu Francia            | Torbjørn Sindballe Dinamarca     | Rutger Beke · Bélgica             |
| X      | 2003 | Ibiza · ( España)               | Eneko Llanos · España            | Rutger Beke · Bélgica            | Xavier Le Floch Francia           |
| XI     | 2004 | Säter · ( Suecia)               | Torbjørn Sindballe Dinamarca     | Jonas Colting · Suecia           | Marino Vanhoenacker · Bélgica     |
| XII    | 2005 | Fredericia ( Dinamarca)         | Viktor Zyemtsev · Ucrania        | Marino Vanhoenacker · Bélgica    | Xavier Le Floch Francia           |
| XIII   | 2006 | Canberra ( Australia)           | Torbjørn Sindballe Dinamarca     | Craig Alexander Australia        | Marino Vanhoenacker · Bélgica     |
| XIV    | 2007 | Lorient ( Francia)              | Julien Loy Francia               | Xavier Le Floch Francia          | Sébastien Berlier Francia         |
| XV     | 2008 | Almere · ( Países Bajos)        | Julien Loy Francia               | François Chabaud Francia         | Martin Jensen Dinamarca           |
| XVI    | 2009 | Perth ( Australia)              | Timothy O'Donnell Estados Unidos | Sylvain Sudrie Francia           | Martin Jensen Dinamarca           |
| XVII   | 2010 | Immenstadt · ( Alemania)        | Sylvain Sudrie Francia           | Timothy O'Donnell Estados Unidos | François Chabaud Francia          |
| XVIII  | 2011 | Henderson ( Estados Unidos)     | Jordan Rapp Estados Unidos       | Joe Gambles Australia            | Sylvain Sudrie Francia            |
| XIX    | 2012 | Vitoria · ( España)             | Chris McCormack Australia        | Eneko Llanos · España            | Dirk Bockel Luxemburgo            |
| XX     | 2013 | Belfort ( Francia)              | Bertrand Billard Francia         | Terenzo Bozzone Nueva Zelanda    | Dirk Bockel Luxemburgo            |
| XXI    | 2014 | Weihai ( China)                 | Bertrand Billard Francia         | Sylvain Sudrie Francia           | Cyril Viennot Francia             |
| XXII   | 2015 | Motala · ( Suecia)              | Cyril Viennot Francia            | Martin Jensen Dinamarca          | Joe Skipper Reino Unido           |
| XXIII  | 2016 | Oklahoma City ( Estados Unidos) | Sylvain Sudrie Francia           | Cyril Viennot Francia            | Matt Chrabot Estados Unidos       |
| XXIV   | 2017 | Penticton · ( Canadá)           | Lionel Sanders · Canadá          | Joshua Amberger Australia        | Joe Gambles Australia             |
| XXV    | 2018 | Fionia ( Dinamarca)             | Pablo Dapena · España            | Ruedi Wild · Suiza               | Marko Albert Estonia              |
| XXVI   | 2019 | Pontevedra · ( España)          | Javier Gómez Noya · España       | Pablo Dapena · España            | Jaroslav Kovačič Eslovenia        |
| XXVII  | 2021 | Almere · ( Países Bajos)        | Kristian Høgenhaug Dinamarca     | Jesper Svensson · Suecia         | Reinaldo Colucci · Brasil         |
| XXVIII | 2022 | Šamorín · ( Eslovaquia)         | Pierre Le Corre Francia          | Florian Angert · Alemania        | Frederic Funk · Alemania          |
| XXIX   | 2023 | Ibiza · ( España)               | Clément Mignon Francia           | Antonio Benito · España          | Matt Trautman Sudáfrica           |
| XXX    | 2024 | Townsville ( Australia)         | Antonio Benito · España          | Steven Mckenna Australia         | Louis Naeyaert · Bélgica          |
| XXXI   | 2025 | Pontevedra · ( España)          | Antonio Benito · España          | Dylan Magnien Francia            | William Draper Reino Unido        |

### Femenino
| N.º    | Año  | Sede                            | Oro                              | Plata                             | Bronce                            |
| ------ | ---- | ------------------------------- | -------------------------------- | --------------------------------- | --------------------------------- |
| I      | 1994 | Niza ( Francia)                 | Isabelle Mouthon Francia         | Karen Smyers Estados Unidos       | Lydie Reuze Francia               |
| II     | 1995 | Niza ( Francia)                 | Jenny Rose Nueva Zelanda         | Ute Schäfer · Alemania            | Ines Estedt · Alemania            |
| III    | 1996 | Muncie ( Estados Unidos)        | Karen Smyers Estados Unidos      | Sophie Delemer Francia            | Suzanne Nielsen Dinamarca         |
| IV     | 1997 | Niza ( Francia)                 | Ines Estedt · Alemania           | Isabelle Mouthon Francia          | Virginia Berasategi · España      |
| V      | 1998 | Isla Sado ( Japón)              | Rina Hill Australia              | Lena Wahlqvist · Suecia           | Megumi Shigaki Japón              |
| VI     | 1999 | Säter · ( Suecia)               | Suzanne Nielsen Dinamarca        | Joanne King Australia             | Jasmine Hämmerle · Austria        |
| VII    | 2000 | Niza ( Francia)                 | Isabelle Mouthon Francia         | Natascha Badmann · Suiza          | Daniela Locarno · Italia          |
| VIII   | 2001 | Fredericia ( Dinamarca)         | Lisbeth Kristensen Dinamarca     | Lena Wahlqvist · Suecia           | Suzanne Nielsen Dinamarca         |
| IX     | 2002 | Niza ( Francia)                 | Ines Estedt · Alemania           | Kathleen Smet · Bélgica           | Virginia Berasategi · España      |
| X      | 2003 | Ibiza · ( España)               | Virginia Berasategi · España     | Ana Burgos · España               | Sione Jongstra · Países Bajos     |
| XI     | 2004 | Säter · ( Suecia)               | Tamara Kozulina · Ucrania        | Lisbeth Kristensen Dinamarca      | Sione Jongstra · Países Bajos     |
| XII    | 2005 | Fredericia ( Dinamarca)         | Kathleen Smet · Bélgica          | Mirinda Carfrae Australia         | Tiina Boman · Finlandia           |
| XIII   | 2006 | Canberra ( Australia)           | Bella Comerford Reino Unido      | Edith Niederfriniger · Italia     | Johanna Daumas Francia            |
| XIV    | 2007 | Lorient ( Francia)              | Leanda Cave Reino Unido          | Erika Csomor · Hungría            | Catriona Morrison Reino Unido     |
| XV     | 2008 | Almere · ( Países Bajos)        | Chrissie Wellington Reino Unido  | Charlotte Kolters Dinamarca       | Yvonne van Vlerken · Países Bajos |
| XVI    | 2009 | Perth ( Australia)              | Jodie Swallow Reino Unido        | Rebekah Keat Australia            | Delphine Pelletier Francia        |
| XVII   | 2010 | Immenstadt · ( Alemania)        | Caroline Steffen · Suiza         | Yvonne van Vlerken · Países Bajos | Virginia Berasategi · España      |
| XVIII  | 2011 | Henderson ( Estados Unidos)     | Rachel Joyce Reino Unido         | Leanda Cave Reino Unido           | Meredith Kessler Estados Unidos   |
| XIX    | 2012 | Vitoria · ( España)             | Caroline Steffen · Suiza         | Camilla Pedersen Dinamarca        | Jodie Swallow Reino Unido         |
| XX     | 2013 | Belfort ( Francia)              | Melissa Hauschildt Australia     | Camilla Pedersen Dinamarca        | Rachel Mcbride · Canadá           |
| XXI    | 2014 | Weihai ( China)                 | Camilla Pedersen Dinamarca       | Kaisa Lehtonen · Finlandia        | Andrea Hewitt Nueva Zelanda       |
| XXII   | 2015 | Motala · ( Suecia)              | Mary Beth Ellis Estados Unidos   | Camilla Pedersen Dinamarca        | Kaisa Lehtonen · Finlandia        |
| XXIII  | 2016 | Oklahoma City ( Estados Unidos) | Jodie Swallow Reino Unido        | Caroline Steffen · Suiza          | Rachel Mcbride · Canadá           |
| XXIV   | 2017 | Penticton · ( Canadá)           | Sarah Crowley Australia          | Helle Frederiksen Dinamarca       | Heather Wurtele · Canadá          |
| XXV    | 2018 | Fionia ( Dinamarca)             | Helle Frederiksen Dinamarca      | Bárbara Riveros · Chile           | Annabel Luxford Australia         |
| XXVI   | 2019 | Pontevedra · ( España)          | Alexandra Tondeur · Bélgica      | Judith Corachán · España          | Anna Noguera · España             |
| XXVII  | 2021 | Almere · ( Países Bajos)        | Sarissa de Vries · Países Bajos  | Manon Genet Francia               | Michelle Vesterby Dinamarca       |
| XXVIII | 2022 | Šamorín · ( Eslovaquia)         | Lucy Charles-Barclay Reino Unido | Emma Pallant-Browne Reino Unido   | Sarissa de Vries · Países Bajos   |
| XXIX   | 2023 | Ibiza · ( España)               | Marjolaine Pierré Francia        | Sara Svensk · Suecia              | Gurutze Frades · España           |
| XXX    | 2024 | Townsville ( Australia)         | Charlène Clavel Francia          | Marta Łagownik · Polonia          | Julie Iemmolo Francia             |
| XXXI   | 2025 | Pontevedra · ( España)          | Marjolaine Pierré Francia        | Marta Łagownik · Polonia          | Charlène Clavel Francia           |

## Medallero
- Actualizado hasta Pontevedra 2025 (prueba élite individual).[1]

| Núm. | País           | Oro | Plata | Bronce | Total |
| ---- | -------------- | --- | ----- | ------ | ----- |
| 1    | Francia        | 15  | 10    | 13     | 38    |
| 2    | Dinamarca      | 10  | 10    | 6      | 26    |
| 3    | Reino Unido    | 8   | 2     | 5      | 15    |
| 4    | España         | 6   | 5     | 5      | 16    |
| 5    | Australia      | 5   | 7     | 2      | 14    |
| 6    | Bélgica        | 4   | 5     | 4      | 13    |
| 7    | Estados Unidos | 4   | 2     | 2      | 8     |
| 8    | Países Bajos   | 2   | 3     | 4      | 9     |
| 9    | Alemania       | 2   | 3     | 2      | 7     |
| 10   | Suiza          | 2   | 3     | 1      | 6     |
| 11   | Ucrania        | 2   | 0     | 0      | 2     |
| 12   | Nueva Zelanda  | 1   | 1     | 1      | 3     |
| 13   | Canadá         | 1   | 0     | 4      | 5     |
| 14   | Suecia         | 0   | 5     | 1      | 6     |
| 15   | Polonia        | 0   | 2     | 0      | 2     |
| 16   | Finlandia      | 0   | 1     | 2      | 3     |
| 16   | Italia         | 0   | 1     | 2      | 3     |
| 18   | Chile          | 0   | 1     | 0      | 1     |
| 18   | Hungría        | 0   | 1     | 0      | 1     |
| 20   | Luxemburgo     | 0   | 0     | 2      | 2     |
| 21   | Austria        | 0   | 0     | 1      | 1     |
| 21   | Brasil         | 0   | 0     | 1      | 1     |
| 21   | Eslovenia      | 0   | 0     | 1      | 1     |
| 21   | Estonia        | 0   | 0     | 1      | 1     |
| 21   | Japón          | 0   | 0     | 1      | 1     |
| 21   | Sudáfrica      | 0   | 0     | 1      | 1     |
|      | TOTAL          | 62  | 62    | 62     | 186   |